# Erich Vaternahm
Erich Julius Otto Vaternahm (* 29. November 1893 in Frankfurt am Main; † 20. Februar 1964 in Bad Homburg) war ein deutscher Unternehmer und Zeitungsverleger.

## Leben
Erich Vaternahm war ein Sohn des Buchhändlers Otto Vaternahm, Seniorchef der besonders im Bahnhofsbuchhandel erfolgreichen Firma Julius Vaternahm, und seiner Frau Mathilde, geb. Tiemer. Er besuchte das Wöhler-Realgymnasium im Frankfurter Westend und studierte ab 1913 Rechts- und Staatswissenschaften an den Universitäten Frankfurt am Main und Heidelberg. In Heidelberg wurde er Mitglied des Corps Rhenania. Unterbrochen wurde seine Studien durch die Teilnahme am Ersten Weltkrieg. 1921 wurde Vaternahm in Heidelberg mit einer Arbeit aus dem Urheber- und Verlagsrecht zum Dr. jur. promoviert.
Im gleichen Jahr trat er in die Kölner Verlagsanstalt und Druckerei AG ein und wurde dort 1922 Prokurist und 1929 Vorstandsmitglied. Als Verlagsdirektor leitete er die Kölner Morgenzeitung „Der Neue Tag“. Als in der NS-Zeit auf Veranlassung von Gauleiter Josef Grohé die beiden Kölner Lokalzeitungen „Der Neue Tag“ und „Kölner Stadt-Anzeiger“ unter dem Namen „Kölner Nachrichten“ zusammengelegt wurden, wurde Vaternahm deren Verlagsleiter. 
1956 übersiedelte er nach Frankfurt am Main und übernahm die Leitung der Firma Julius Vaternahm.

## Familie
Erich Vaternahm war mit der Kölnerin Maria Vaternahm, geborene Küpper, verheiratet.

## Auszeichnungen
- Bundesverdienstkreuz 1. Klasse (1956)